# Dopplereffekt
Dopplereffekt is een electroband uit Detroit. De groep verbergt zich in geheimzinnigheid. Er worden geen interviews gegeven en de groep treedt nauwelijks op. De leden dragen Duitstalige pseudoniemen, maar aangenomen wordt dat de band bestaat uit Gerald Donald, Kim Karli, Rudolf Ellis Klorzeiger en William Scott.
Dopplereffekt is sterk beïnvloed door Kraftwerk.

## Discografie

### Albums
- 1999: Gesamtkunstwerk (cd, dubbel-lp, dubbel-12")
- 2003: Linear Accelerator (cd)
- 2007: Calabi Yau Space (cd, dubbel-12")